# Eriosema arachnoideum
Eriosema arachnoideum är en ärtväxtart som beskrevs av Bernard Verdcourt. Eriosema arachnoideum ingår i släktet Eriosema och familjen ärtväxter. Inga underarter finns listade i Catalogue of Life.